# Stazione di Mizusawa-Esashi
La Stazione di Mizusawa-Esashi (水沢江刺駅?, Mizusawa-Esashi-eki) è una stazione ferroviaria della città di Ōshū, nella prefettura di Iwate della regione del Tōhoku utilizzata dai servizi del Tōhoku Shinkansen.

## Linee
- East Japan Railway Company
  - ■ Tōhoku Shinkansen